# Tmethis
Tmethis is een geslacht van rechtvleugeligen uit de familie Pamphagidae. De wetenschappelijke naam van dit geslacht is voor het eerst geldig gepubliceerd in 1853 door Fieber.

## Soorten
Het geslacht Tmethis omvat de volgende soorten:
- Tmethis afghanus Uvarov, 1940
- Tmethis cisti Fabricius, 1787
- Tmethis festivus Saussure, 1884
- Tmethis iranica Werner, 1939
- Tmethis maroccanus Bolívar, 1908
- Tmethis pulchripennis Serville, 1838
- Tmethis saussurei Uvarov, 1918